# نبرد دانگ‌پو
نبرد دانگ پو (انگلیسی: Battle of Dangpo) یک نبرد دریایی بود که در خلال تهاجم ژاپن به کره (۱۵۹۸–۱۵۹۲) بین نیروهای دریایی ژاپن و کره درگرفت.